# Ait Ouqabli
Ait Ouqabli (en àrab آيت اوقبلي, Āyt Ūqablī; en amazic ⴰⵢⵜ ⵓⵇⴱⵍⵉ) és una comuna rural de la província d'Azilal, a la regió de Béni Mellal-Khénifra, al Marroc. Segons el cens de 2014 tenia una població total de 3.298 persones.